# 海田郵便局
海田郵便局（かいたゆうびんきょく）は、広島県安芸郡海田町にある郵便局。民営化前の分類では集配普通郵便局であった。

## 概要
住所：〒736-8799 広島県安芸郡海田町曙町10-34

### 出張所（局外ATM）
民営化前から以下の場所に出張所としてATMを設置していた。管理はゆうちょ銀行広島支店となっている。
- マックスバリュ矢野店内出張所 - 2018年10月まで「マダムジョイ矢野店内出張所」であった。
- リブホーム船越店出張所
- イオン海田店内出張所 - 2018年、イオン海田店の閉店により撤去。2011年2月28日まで「海田サティ内出張所」であった。

## 沿革
- 1872年1月14日（明治4年12月5日） - 海田市（かいたいち）郵便取扱所として開設[1]。
- 1875年（明治8年）1月1日 - 海田市郵便局（五等）となる。
- 1885年（明治18年）6月25日 - 貯金取扱を開始。
- 1899年（明治32年）12月21日 - 海田市郵便電信局となる。
- 1903年（明治36年）4月1日 - 通信官署官制の施行に伴い海田市郵便局となる。
- 1946年（昭和21年）11月1日 - 特定郵便局から普通郵便局に局種別改定[2]。
- 1957年（昭和32年）2月11日 - 海田郵便局に改称[3]。
- 1961年（昭和36年）8月13日 - 和文電報受付および電話通話業務を開始。
- 1976年（昭和51年）10月18日 - 海田町海田市字中店から同町海田市字二の割（その後、住居表示の変更により曙町10-34）に移転。
- 1977年（昭和52年）3月28日 - 矢野郵便局から集配業務を移管。
- 1978年（昭和53年）4月 - 局舎新築落成。
- 2000年（平成12年）8月14日 - 外国通貨の両替および旅行小切手の売買に関する業務取扱を開始。
- 2007年（平成19年）10月1日 - 民営化に伴い、併設された郵便事業海田支店に一部業務を移管。
- 2012年（平成24年）10月1日 - 日本郵便株式会社発足に伴い、郵便事業海田支店を海田郵便局に統合。
- 2015年（平成27年）8月23日 - 瀬野川郵便局から「739-03xx」区域の集配業務を移管。

## 取扱内容
- 郵便、印紙、ゆうパック、内容証明
- 貯金、為替、振替、振込、国際送金、外貨両替・トラベラーズチェック、国債、投資信託
- 生命保険、バイク自賠責保険、自動車保険
- ゆうちょ銀行ATM
- 「736-00xx」「739-03xx」区域（安芸郡海田町内全域および広島市安芸区内の一部地域（阿戸町を除く））の集配業務
- ゆうゆう窓口

## 周辺
- 陸上自衛隊海田市駐屯地
- 国道2号
- 国道31号

## アクセス
- JR山陽本線・呉線 海田市駅から徒歩約18分
- 広島南道路（海田大橋） 海田大橋出入口から北東へ約2.5km
- 駐車場あり：8台